# Quercus hirtifolia
Quercus hirtifolia, és una espècie del gènere Quercus dins de la família de les fagàcies. Està classificada en la secció dels roures vermells d'Amèrica del Nord, Centreamèrica i el nord d'Amèrica del Sud que tenen els estils llargs, les glans maduren en 18 mesos i tenen un sabor molt amarg. Les fulles solen tenir lòbuls amb les puntes afilades, amb truges o amb pues en el lòbul.

## Distribució i hàbitat
És un endemisme de Mèxic on es distribueix per Hidalgo i Puebla.

## Taxonomia
Quercus hirtifolia va ser descrita per M.L.Vázquez, S.València i Nixon i publicat a Brittonia 56(2): 137. 2004.
Etimologia
Quercus: nom genèric del llatí que designava igualment al roure i a l'alzina.
hirtifolia: epítet llatí que significa "amb fulles peludes".